# Križevci
Križevci – miasto w Chorwacji, w żupanii kopriwnicko-kriżewczyńskiej, siedziba miasta Križevci. W 2011 roku liczyło 11 231 mieszkańców.